# Roi Julian ! L'Élu des lémurs
Roi Julian ! L'Élu des lémurs (All Hail King Julien) est une série télévisée d'animation américaine en 65 épisodes de 22 minutes, diffusée entre le 19 décembre 2014 et le 1er décembre 2017 via Netflix.
La série est basée sur les personnages du film Madagascar, mais est une préquelle de celui-ci. En France, elle est également diffusée depuis le 17 octobre 2016 sur Gulli et le 7 avril 2018 sur Canal J. Au Québec, la série est diffusée dès le 5 juin 2017 sur Télé-Québec. En Belgique, la diffusion débute en décembre 2017 sur OUFtivi.

## Synopsis
Le roi Julian est de retour dans cette nouvelle série d'animation au cœur de la jungle sauvage de Madagascar. Accompagné de Maurice et Morty, ses deux fidèles acolytes, le roi des lémuriens rencontre de nouveaux animaux hauts en couleur dont Clover, une femelle Lémur couronné fanatique d'arts martiaux qui deviendra sa garde du corps (très) zélée, et l'ignoble Foosa. Rien ne pourra arrêter le roi à la main de fer !

## Fiche technique
Sauf indication contraire, les informations mentionnées dans cette section peuvent être confirmées par la base de données cinématographiques IMDb,  présente dans la section « Liens externes ».
- Titre original : All Hail King Julien
- Titre français : Roi Julian ! L'Élu des lémurs
- Réalisation : Matt Engstrom, James Wootton, Emmanuel Deligiannis, Stephen Heneveld, Christo Stamboliev et Steven Evangelatos
- Scénario : Michael Ryan, Elliott Owen, Sharon Flynn, Mitch Watson et Benjamin Lapides
- Direction artistique : Joel Fajnor et Gil Rimmer
- Musique : Frederik Wiedmann
- Montage : Blair Scott
- Casting : Ania Kamieniecki-O'Hare et Cymbre Walk
- Production : Randy Dormans, Nicholas Filippi et Chris Neuhahn
  - Production associée : Katie Ely
  - Production déléguée : Bret Haaland et Mitch Watson
- Société de production : DreamWorks Animation Television
- Pays d'origine :  États-Unis
- Langue originale : anglais
- Genre : série d'animation, comédie
- Durée : 22 minutes

## Distribution

### Voix originales
- Danny Jacobs : roi Julian / Pancho
- Andy Richter : Morty / Ted
- Kevin Michael Richardson : Maurice / Todd / Butterfish
- India de Beaufort : Clover
- Henry Winkler : oncle du roi Julian
- Dwight Schultz : Karl
- David Krumholtz : Timo
- Betsy Sodaro (en) : Xixi
- Debra Wilson : Masikura
- Jeff Bennett : Sage / Willie / Horst / Hector / Docteur S.
- Sarah Thyre : Dorothy / Becca
- Diedrich Bader : Abner / Andy Fairfax
- Bill Fagerbakke : King Joey

### Voix françaises
- Boris Rehlinger : roi Julian
- Donald Reignoux : Morty / Morty le Malin / Tod / Mortycus Khan / mamie Morty / papi Morty
- Emmanuel Curtil : Maurice
- Jessica Monceau : Clover
- Daniel Beretta : Sage / Hector / le Croco ambassadeur / Stromaté
- Bruno Magne : oncle du roi Julian, XII / Maman-Bot
- Constantin Pappas : Karl
- Michel Vigné : Koto / Zora
- Fabrice Trojani : Timo / Steve / Roi Joey / Pouêt-Pouêt / Serpent
- Odile Schmitt : Xixi / Masikura
- Gérard Surugue : Rob
- Adrien Larmande : Ted / Gunther / Ananas
- Jean-Claude Donda : Willie / Stanislav / capitaine
- Barbara Beretta : Dorothy
- Pierre-François Pistorio : Abner
- Camille Donda : Becca / Crimson
- Dorothée Pousséo : Tammy / Marianne / Pam / la reine des papillon
- Benjamin Bollen : Docteur S. / Brodney
- Olivier Podesta : Andy Fairfax / capitaine Ethan
- Anne Rondeleux : Karen
- Maité Monceau : Mamie Rose
- Paul Borne : Wolfgang Wanderbrute
- Xavier Fagnon : Fred

- Version française :
  - Société de doublage : Mediadub International, puis les Studios de Saint Ouen[6]
  - Direction artistique : Jean-Claude Donda[6]
  - Adaptation des dialogues : Charlotte Loisier[6]

 Source et légende : version française (VF) sur RS Doublage

## Production
Roi Julian ! L'Élu des lémurs est annoncée en mars 2014, celle-ci faisant partie d'un accord entre Netflix et DreamWorks Animation, accord sous lequel le studio développera plus de trois cent heures de programmation exclusivement pour le service en ligne.

## Épisodes

### Première saison (2014-2015)
Le premier bloc de cinq épisodes est sorti le 19 décembre 2014 et le deuxième et dernier de la saison le 3 avril 2015.
1. Sacré Julian (King Me)
2. Quête et conquête (Poll Position)
3. Quand la civette s'invite à la fête (Enter the Fanaloka)
4. Vide est la tête (Empty is the Head)
5. Oncle Roi est de retour (Return of the Uncle King)
6. Mange, prie, cogne (Eat Pray Shove)
7. Le Miracle de la science (He Blinded Me With Science)
8. Viva Mortimer (Viva Mort)
9. Un mensonge plus gros que le roi (The Really Really Big Lie)
10. Frappés de café (One More Cup)

### Deuxième saison (2015)
L'intégralité de la seconde saison est sortie le 16 octobre 2015.
1. Un foussa peut en cacher un autre (My Fair Foosa)
2. Le diable s'habille en couche-culotte (Diapers Are the New Black)
3. Crimson et Clover (Crimson and Clover)
4. Ananas de mon cœur (Pineapple of My Eye)
5. Billets doux (Gimme Gimme Gimme: The Game)
6. La Doublure (Body Double)
7. L'Élection (Election)
8. Mini-mister Madagascar (Daddy Julien)
9. Tellement Rob (That's Sooo Rob)
10. L'Homme au popotin de fer (The Man in the Iron Booty)
11. La Planète des singes (Monkey Planet)
12. Momo et Julian (True Bromance)
13. Le lémur qui voulut être roi (The King Who Would Be King)
14. Allô, Dieu ? C'est moi, roi Julian (Are You There, Frank? It's Me, King Julien)
15. Le Fantôme du Club Moite (The Phantom of Club Moist)
16. La Sortie du roi Julian (King Juli-END?)

### Troisième saison (2016)
L'intégralité de la troisième saison est sortie le 17 juin 2016.
1. Ô Capitaine, mon capitaine, première partie (O Captain My Captain: Part 1)
2. Ô Capitaine, mon capitaine, deuxième partie (O Captain My Captain: Part 2)
3. Julian fait son numéro (Dance, Dance, Resolution)
4. Royal frériage (O Brother Where Aren't Thou?)
5. Le Détecteur d'amour (Love Gauntlet)
6. Les Jeux de la jungle (Jungle Games)
7. Morty l'extraterrestre (Close Encounters of the Mort Kind)
8. La Guerre des papillons (The Butterfly War)
9. Au royaume de la malbouffe (Fast Food Lemur Nation)
10. Pelouse interdite (Get Off My Lawn)
11. Le Bal des faux amis (Revenge of the Prom)
12. Le Tournoi de la mort qui tue (Eye of the Clover)
13. Le Mur de Julian (Run for the Border)

### Quatrième saison (2016)
L'intégralité de la quatrième saison est sortie le 11 novembre 2016.
1. La Julian-Vision (The All Hail King Julien Show)
2. Il était une Clover (The Neverending Clover)
3. De l'art ou du cochon ? (Who Arted?)
4. L'Arche de Julian (That Sinking Feeling)
5. Le Coq de la jungle (The Jungle Rooster)
6. Le Crocoracle (The Good Book)
7. Le roi et Madame Morty (The King and Mrs. Mort)
8. Roi Julian superstar (King Julien Superstar!)
9. Un crime dans la fête (The Panchurian Candidate)
10. La Fureur de Morticus Khan (The Wrath of Morticus Khan)
11. Frères ennemis (Koto, Plain and Tall)
12. Moi, Maurice (I, Maurice)
13. Un roi sans couronne (Un-King Me)

### Roi Julian! L'Élu des lémurs en exil(2017)
Cette saison dérivée, nommée Roi Julian ! L'Élu des lémurs en exil (All Hail King Julien: Exiled), est sortie le 12 mai 2017.
1. Vain demi-dieu sous les mers (The Strife Aquatic)
2. Qui vole un œuf, vole pas haut (The Most Eggcellent Adventure)
3. Ted de fer (Iron Ted Weekend)
4. Coup de théâtre (Bridge on the River Mort)
5. Le rapt du seigneur Requin (Raiders of the Lord Shark)
6. Scorpion ascendant escroc (Bad-Year Blimp)
7. Nettoyage à secte (Cult Fiction)
8. Le Faux fauve (Fauxsa Unchained)
9. Spartaprout (I Am Fartacus)
10. Pour qui sonnent les Dieux de la Cloche (For Whom the Bell Gods Toll)
11. Cheval de proie (Out of the Foosa Pen and into the Fire)
12. Le Jour d'après hier (The Day After Yesterday)
13. Le Jour d'avant demain (The Day Before Tomorrow)

### Cinquième saison (2017)
L'intégralité de la cinquième et dernière saison est sortie le 1er décembre 2017.
1. Julian 2.oh ! (Julien 2.0)
2. C'est du propre ! (Spin Cycle)
3. Le Monstre de la nuit (Night Creatures)
4. Le Club royal des cinq détectives (Tears in the Drain)
5. Tombés dans le panel (Squad Goals)
6. Encore un petit café (One More Cup: Part 2)
7. Ça va exploser (There Will Be Juice)
8. Questions pour un tartempion (Blackboard Jungle)
9. Le Roi des Mouches (Lord of the Fruit Flies)
10. Karlmageddon (Karl-Mageddon)
11. Le Roi Julian vous surveille (King Julien is Watching You)
12. La Fin est proche (The End is Near)
13. C'est la fin (The End is Here)

## Récompenses et nominations
| Année                                  | Récompense                                         | Catégorie | Récipiendaire                                                           | Résultat                                   |
| -------------------------------------- | -------------------------------------------------- | --- | ----------------------------------------------------------------------- | ------------------------------------------ |
| 2015                                   | 42e cérémonie des Daytime Emmy Awards,             | Meilleur programme d'animation pour enfant | Roi Julian ! L'Élu des lémurs                                           | Lauréat                                    |
| 2015                                   | 42e cérémonie des Daytime Emmy Awards,             | Meilleur interprète dans un programme d'animation | Danny Jacobs : roi Julian                                               | Lauréat                                    |
| 2015                                   | 42e cérémonie des Daytime Emmy Awards,             | Meilleur casting pour une série animée ou spécial | Ania Kamieniecki-O'Hare                                                 | Lauréat - à égalité avec Les Tortues Ninja |
| 2015                                   | 42e cérémonie des Daytime Emmy Awards,             | Meilleur réalisateur dans un programme d'animation | Christo Stamboliev                                                      | Nomination                                 |
| 2015                                   | 42e cérémonie des Daytime Emmy Awards,             | Meilleure chanson originale - Titre principal et promo | Will Fuller et Alex Geringas (pour Who's da King)                       | Nomination                                 |
| 2016                                   |                                                    | |                                                                         | Nomination                                 |
| Motion Picture Sound Editors           | Meilleur montage son                               | Devon Bowman, Aran Tanchum, Ian Nyeste, Vincent Guisetti, D.J. Lynch, Lawrence Reyes, Chris Gresham, Peter Munters, Andrew Ing et Mishelle Fordham                                         |                                                                         | Nomination                                 |
| 43e cérémonie des Annie Awards         | Meilleur montage dans une production d'animation   | Jeff Adams et David Craig pour l'épisode La Doublure |                                                                         | Nomination                                 |
| 43e cérémonie des Daytime Emmy Awards, | Meilleur programme d'animation pour enfant         | Bret Haaland, Mitch Watson, Randy Dormans, Chris Neuhahn et Katie Ely |                                                                         | Nomination                                 |
| 43e cérémonie des Daytime Emmy Awards, | Meilleur interprète dans un programme d'animation  | Danny Jacobs : roi Julian |                                                                         | Nomination                                 |
| 43e cérémonie des Daytime Emmy Awards, | Meilleur scénario dans un programme d'animation    | Mitch Watson, Michael Ryan, Sharon Flynn et Elliott Owen | Lauréat                                                                 |                                            |
| 43e cérémonie des Daytime Emmy Awards, | Meilleur réalisateur dans un programme d'animation | Stephen Heneveld, Christo Stamboliev, James Wootton et Collette Sunderman | Nomination                                                              |                                            |
| 43e cérémonie des Daytime Emmy Awards, | Meilleur montage sonore - Animation                | Devon Bowman, Chris Gresham, Andrew Ing, DJ Lynch, Peter Munters, Lawrence Reyes, Ian Nyeste, Mishelle Fordham, Aran Tanchum et Vincent Guisetti                                           | Nomination                                                              |                                            |
| 43e cérémonie des Daytime Emmy Awards, | Meilleur mixage audio - Animation                  | Devon Bowman, Vicki Lemar, Aran Tanchum, Ian Nyeste et DJ Lynch | Nomination                                                              |                                            |
| 43e cérémonie des Daytime Emmy Awards, | Meilleure chanson originale                        | Frederik Wiedmann et Mitch Watson pour l'épisode Momo et Julian | Lauréat                                                                 |                                            |
| 2017                                   | 44e cérémonie des Annie Awards                     | Meilleur montage dans une production d'animation | Jeff Adams et David Craig pour l'épisode Roi Julian superstar           | Nomination                                 |
| 2017                                   | 44e cérémonie des Daytime Emmy Awards              | Meilleur interprète dans un programme d'animation | Danny Jacobs : roi Julian                                               | Nomination                                 |
| 2017                                   | 44e cérémonie des Daytime Emmy Awards              | Meilleur interprète dans un programme d'animation | Andy Richter : Morty                                                    | Nomination                                 |
| 2017                                   | 44e cérémonie des Daytime Emmy Awards              | Meilleur scénario dans un programme d'animation | Mitch Watson, Michael Ryan, Sharon Flynn et Elliott Owen                | Nomination                                 |
| 2017                                   | 44e cérémonie des Daytime Emmy Awards              | Meilleur mixage audio - Animation | D.J. Lynch, Ian Nyeste, Aran Tanchum, Jonathan Abelardo et Mark Mercado | Nomination                                 |
| 2018                                   |                                                    | |                                                                         | Nomination                                 |
| 45e cérémonie des Daytime Emmy Awards, | Meilleur programme d'animation spécial             | Bret Haaland, Mitch Watson et Chris Belcher (saison dérivée) |                                                                         | Nomination                                 |
| 45e cérémonie des Daytime Emmy Awards, | Meilleur interprète dans un programme d'animation  | Andy Richter : Morty (saison dérivée) |                                                                         | Nomination                                 |
| 45e cérémonie des Daytime Emmy Awards, | Meilleure écriture dans un programme d'animation   | Mitch Watson, Benjamin Lapides, Elliott Owen et Michael Ryan |                                                                         | Nomination                                 |
| 45e cérémonie des Daytime Emmy Awards, | Meilleur montage son - Animation                   | Devon Bowman, Ian Nyeste, Alfredo Douglas, Chris Gresham, D.J. Lynch, Lawrence Reyes, Jonathan Abelardo, Mark Mercado, Mishelle Fordham, Aran Tanchum et Vincent Guisetti                  |                                                                         | Nomination                                 |
| 45e cérémonie des Daytime Emmy Awards, | Meilleur montage son - Animation                   | Devon Bowman, Ian Nyeste, Alfredo Douglas, Chris Gresham, D.J. Lynch, Lawrence Reyes, Jonathan Abelardo, Mark Mercado, Mishelle Fordham, Aran Tanchum et Vincent Guisetti (saison dérivée) | Lauréat                                                                 |                                            |
| 45e cérémonie des Daytime Emmy Awards, | Meilleur mixage audio - Animation                  | D.J. Lynch, Ian Nyeste, Aran Tanchum, Mark Mercado et Jonathan Abelardo | Nomination                                                              |                                            |
| 45e cérémonie des Daytime Emmy Awards, | Meilleur mixage audio - Animation                  | D.J. Lynch, Ian Nyeste, Aran Tanchum, Mark Mercado et Jonathan Abelardo (saison dérivée)                                                                                                   | Lauréat                                                                 |                                            |